# Anders Mol
Anders Berntsen Mol (ur. 2 lipca 1997 w Stord) – norweski siatkarz plażowy, mistrz olimpijski z 2020 roku, brązowy medalista mistrzostw Świata z 2019, czterokrotny mistrz Europy w latach 2018-2021 oraz zwycięzca World Tour 2018 i 2019 w parze z Christianem Sørumem.

## Siatkówka halowa
Anders w 2016 roku grał w norweskiej drużynie narodowej U-20 na pozycji przyjmującego. W sezonie 2016/2017 został wicemistrzem Belgii, a także grał w Lidze Mistrzów.

## Siatkówka plażowa
Anders Mol nauczył się grać w siatkówkę jako nastolatek, a pomagali mu w tym jego rodzice. Wraz z Martinem Olimstadem startował na Mistrzostwach Europy U-18 w Molodetscho. Ze swoim kuzynem Mathiasem Berntsenem brał udział w wielu krajowych i międzynarodowych turniejach w latach 2014-2017. Razem wygrali Mistrzostwa Europy U-20 w 2015 roku oraz byli wicemistrzami Europy U-22 w 2017 roku. W 2016 roku Mol ponownie wygrał Mistrzostwa Europy U-20, tym razem z Alexandrem Sorumem. Od końca 2016 roku Anders gra w zespole razem z bratem Alexandra, Christianem Sørumem, który wcześniej grał z bratem Andersa, Hendrikiem. Z Christianem wygrał Mistrzostwa Europy U-22. W 2017 roku zajęli 5. miejsce na Mistrzostwach Europy w Jurmale. Dodatkowo był najlepszym debiutantem w rozgrywkach World Tour 2017. Po raz pierwszy Mistrzem Europy został w 2018 roku na turnieju w Hadze, gdzie w finale pokonali łotewski duet Samoilovs - Šmēdiņš. W tym samym roku wygrał finały World Tour w Hamburgu oraz całe rozgrywki World Tour, zgarniając przy tym wiele indywidualnych nagród. 
Norweski duet zdominował również rok 2019, wygrywając wiele turniejów, m.in. obronili tytuł mistrza Europy w Moskwie, zajęli trzecie miejsce na Mistrzostwach Świata w Hamburgu, a także po raz drugi z rzędu wygrali cykl World Tour. W 2020 roku kolejny raz obronili tytuł mistrza Europy rozgrywany w Jurmale. Są trzecią drużyna w historii, której udało się zdobyć ten tytuł trzy razy z rzędu. Stali się również najmłodszą drużyną, która tego dokonała. W 2021 roku po raz czwarty z rzędu zdobyli tytuł mistrza Europy rozgrywany w Wiedniu. Para wystąpiła na Igrzyskach Olimpijskich 2020 w Tokio, gdzie zdobyli złoty medal, pokonując w finale Rosjan Krasilnikova i Stoyanowskiego.

## Życie prywatne
Rodzice Andersa, Merita Bernsten i Kåre Mol są byłymi mistrzami siatkówki plażowej, a obecnie są trenerami. Ma czworo rodzeństwa i każde z nich jest obecnie aktywne w świecie siatkówki oraz siatkówki plażowej. Jego brat Hendrik początkowo grał z Christianem Sørumem. Bracia Mol i Sørum poznali się, gdy uczestniczyli w programie edukacyjnym ToppVolley Norge.